# Viktor Kornienko
Viktor Valeriyovytch Kornienko (en ukrainien : Віктор Валерійович Корнієнко), né le 14 février 1999 à Poltava, est un footballeur international ukrainien qui évolue au poste d'arrière gauche au Vorskla Poltava, en prêt du Chakhtar Donetsk.

## Biographie

### Carrière en club
Passé par différents centres de formations ukrainiens avant d'arriver au Chakhtar Donetsk, il fait ses débuts professionnels en prêt à Marioupol, où il joue 19 matchs et marque 1 but lors de la saison 2019-20.
De retour à Donetsk, il joue son premier match en Ligue des champions le 21 octobre 2020, lors d'un déplacement sur la pelouse du Real Madrid.
Pour ce premier match de la saison en C1, le Chakhtar Donetsk affronte une équipe du Real avec quelques cadres absents — Ramos et Benzema étant notamment ménagés par Zidane — mais c'est surtout l'effectif ukrainien qui est fortement réduit : avec en tout 10 joueurs forfaits car positifs au covid, dont la plupart des cadres, c'est une équipe de jeunes du centre de formation comme Viktor Kornienko qui se présente au stade Santiago-Bernabéu,.
Mais contre toute attente ce sont bien les Ukrainiens qui parviennent à prendre le score, menant 3-0 à la pause, notamment grâce à une passe décisive de Kornienko pour Tetê sur l'ouverture du score. Resistant au retour des Madrilènes en seconde mi-temps, le Chakhtar réussit l'exploit de l'emporter 2-3 à Madrid,.

### Carrière en sélection
Avec les moins de 19 ans, il inscrit deux buts en 2017, tout d'abord en amical contre la Pologne, puis contre le Monténégro, lors des éliminatoires de l'Euro. Il participe ensuite au championnat d'Europe des moins de 19 ans en 2018. Lors de cette compétition organisée en Finlande, il officie comme titulaire et joue quatre matchs. L'Ukraine s'incline en demi-finale face au Portugal.
Par la suite, avec les moins de 20 ans, il dispute la Coupe du monde des moins de 20 ans en 2019. Lors du mondial junior organisé en Pologne, il est de nouveau titulaire et joue sept matchs. L'Ukraine est sacrée championne du monde en s'imposant en finale contre la Corée du sud.

## Palmarès
| Ukraine -20 ans - Coupe du monde des moins de 20 ans - Vainqueur en 2019 |